# Kopparvraket, Danzigbukten (1440)
Kopparvraket är lämningarna efter ett medeltida handelsfartyg som upptäcktes 1969 i havet utanför Gdansk i norra Polen. Enligt en dendrodatering byggdes fartyget mellan 1390 och 1440 men nationaliteten är fortfarande okänd. Skeppet antas ha seglat i cirka 40–60 år innan det förliste. Kvar ombord ligger fortfarande den sexhundra år gamla lasten med kopparskivor. Vraket vars rätta namn är okänt har således blivit uppkallat efter sin last.